# Meteosat-10
Meteosat-10 (ursprünglich MSG-3 englisch Meteosat Second Generation 3 für Wettersatellit der zweiten Generation) gilt als einer der weltweit modernsten Wettersatelliten und gehört zur europäischen Meteosat-Serie. Er wird von der Europäischen Weltraumagentur ESA betrieben. Die Plattform stellt insgesamt 12 Spektralkanäle bereit. Die Wettersatellitenagentur Eumetsat in Darmstadt steuert den operativen Einsatz des Satelliten. Die Wetterdaten der Meteosat/MSG-Satelliten stehen Meteorologen und nationalen Wetterdiensten weltweit zur Verfügung. Mit der gelungenen Inbetriebnahme erhielt der Satellit MSG-3 im Dezember 2012 die Bezeichnung Meteosat-10.

## Entwicklung, Start und Betrieb
Die Satelliten sind ein gemeinsames Projekt von EUMETSAT und der ESA, die ihr Kontrollzentrum ESOC ebenfalls in Darmstadt hat.
EUMETSAT betreibt seit 1977 Meteosat-Satelliten. 2002 wurde die zweite Reihe der Meteosat-Systeme ins Leben gerufen. Alle Satelliten dieser Reihe sind drallstabilisiert und haben als Hauptnutzlast ein Hochleistungsinstrument zur multispektralen Satellitenbilderzeugung im sichtbaren Licht und im Infrarotbereich. 2012 waren aus der zweiten Wettersatellitengeneration Meteosat-8 und Meteosat-9 in Betrieb. MSG-3 ist ein weiterer Satellit der Meteosat-Serie mit der Nummer 10 und der dritte Satellit in dieser Reihe. Die Gesamtkosten der aus künftig vier Satelliten bestehenden Reihe sind auf 2,2 Milliarden Euro veranschlagt. Der vierte MSG-Satellit soll 2015 gestartet werden, so dass die Reihe bis mindestens 2018 nahtlos arbeiten kann.
MSG-3 wurde Anfang 2012 auf seine Funktion getestet: Am 1. und 2. Februar 2012 wurden die Instrumente und Geräte im französischen Cannes bei Thales Alenia Space intensiven Tests unterzogen. Hier wurde unter anderem der ordnungsgemäße Kommandoempfang und die Fähigkeit, alle notwendigen Daten zu liefern, überprüft. EUMETSAT testete drei Tage die Steuerung des Satelliten: Von ESOC wurden 1.306 Kommandos an den Satelliten übermittelt. Nach diesem abschließenden „System Verification Test“ wurde der Satellit freigegeben.
Am 5. Juli 2012 wurde MSG-3 planmäßig um 21:36 Uhr UTC mit der Trägerrakete Ariane 5 ECA vom Centre Spatial Guyanais in Französisch-Guayana ins All gebracht. Der Satellit befindet sich auf einer geostationären Position in einer Höhe von 36.000 Kilometern.
Im Januar 2013 übernahm Meteosat-10 die Position von Meteosat-9, welcher anschließend Meteosat-8 ersetzte. Meteosat-10 befindet sich seitdem an der Position 0° Länge und sendet alle 15 Minuten ein Bild von der Vollerde (Europa und Afrika) zur Bodenstation.
Im Februar 2018 wurde Meteosat-10 auf 9,5° Ost verlegt.

## Instrumentenausstattung
EUMETSAT beschrieb das Leistungsspektrum der MSG-Satelliten wie folgt:
- Permanente Bildgebung im sichtbaren und Infrarotspektrum der Erde, mit einer Frequenz von 15 Minuten
- Hochauflösende Bildgebung der sichtbaren Hälfte der Erde
- Übertragung von Rohdaten und anderen Informationen von dem Satelliten an die Bodenstation (PGS)
- Übertragung von Data-Collection-Platforms-Informationen (DCP) über den Satelliten auf die PGS;
- Aufnahme einer wissenschaftlichen Nutzlast
- Relais zum Empfang von Notsignalen via MSG-Satelliten

### Passive bildgebende Systeme
Als Hauptnutzlast führen die MSG-Satelliten das SEVIRI-System mit. SEVIRI steht für “Spinning Enhanced Visible and InfraRed Imager” und ist ein multispektraler, hochauflösender Bildgeber. SEVIRI ist so eingestellt, dass es sich hauptsächlich auf Europa und Afrika konzentriert. Mit den Daten von SEVIRI sollen vor allem genauere örtliche Wettervorhersagen insbesondere bei rasch entstehenden Gewittern möglich werden. Die MSG-Satelliten können durch dieses System alle 15 Minuten ein komplettes Bild über die Wetterlage in Europa, Afrika und dem Nordatlantik liefern, für einen kleineren Ausschnitt sogar alle fünf Minuten.
SEVIRI kann Gebilde mit Durchmessern von einem Kilometer im sichtbaren Licht und drei Kilometern im Infrarotbereich akzeptabel, d. h. auswertbar erfassen.
Der MSG-3 verfügt über 12 Spektralkanäle mit unterschiedlichen Instrumenten. Wie Meteosat-9 liefert der MSG-3 alle 15 Minuten ein Multispektralbild des gleichen Ausschnitts der Erde. Die zwölf Beobachtungskanäle erfassen den sichtbaren Bereich des Lichts sowie den Infrarotbereich. Mehrere liegen in Bereichen, in denen die Absorption von Strahlung durch Wasserdampf in der Atmosphäre stark ist. Damit kann das Wettergeschehen inklusive einer Abschätzung des Wasserdampfgehaltes in verschiedenen Höhenschichten der Atmosphäre erfasst werden. Die hohe Bildwiederholfrequenz ermöglicht eine genauere Vorhersage von Windrichtung und -geschwindigkeit durch den Vergleich von zwei aufeinanderfolgenden Aufnahmen in 15 Minuten Abstand. Durch die Kombination mehrerer Kanäle können unterschiedliche Wolkenarten (z. B. Eiswolken) erkannt und Unwetterwarnungen schneller erstellt werden.

### Sekundärnutzlasten
MSG-3 führt zwei Sekundärnutzlasten mit sich.
Neben den passiven Beobachtungskanälen verfügt die Plattform über einen Sensor zur Bestimmung der Strahlungsbilanz der Erde (Global Earth Radiation Budget sensor, GERB). Dieser misst die einerseits direkt von der Sonne eingestrahlte und andererseits die von der Erde reflektierte Energie. Damit kann festgestellt werden, wie viel Solarenergie in den Weltraum zurückreflektiert wird und wie viel in das terrestrische Klimasystem gelangt. Dadurch sollen z. B. durch Strahlungstransfermodelle Einblicke in die atmosphärische Zirkulation auf den Tages- und Nachtseiten der Erde gewonnen werden.
Der Satellit trägt auch einen Transponder für das COSPAS-SARSAT-System und dient dadurch als Relaisstation für Such- und Rettungstransponder. Im GEOSAR-Segment des SARSAT-Systems kann dieser Transponder innerhalb des Sichtfelds des Satelliten Notrufsignale erfassen und umgehend an eine geeignete Bodenstation vom Typ GEOLUT weiterleiten.